# Nokia 2310

Nokia 2310 este un telefon creat de Nokia.

## Caracteristici
- Ecran color CSTN de 96 x 68 pixeli până la 65.536 de culori
- GSM 900/1800
- Radio FM
- Tonuri de apel cu calitate MP3
- 3 Jocuri
- Radio FM
- Ceas cu alarmă
- Dimensiuni 105 x 44 x19
- Agendă cu 200 de intrări
- SMS și mesaje imagine